# كاشف المعادن

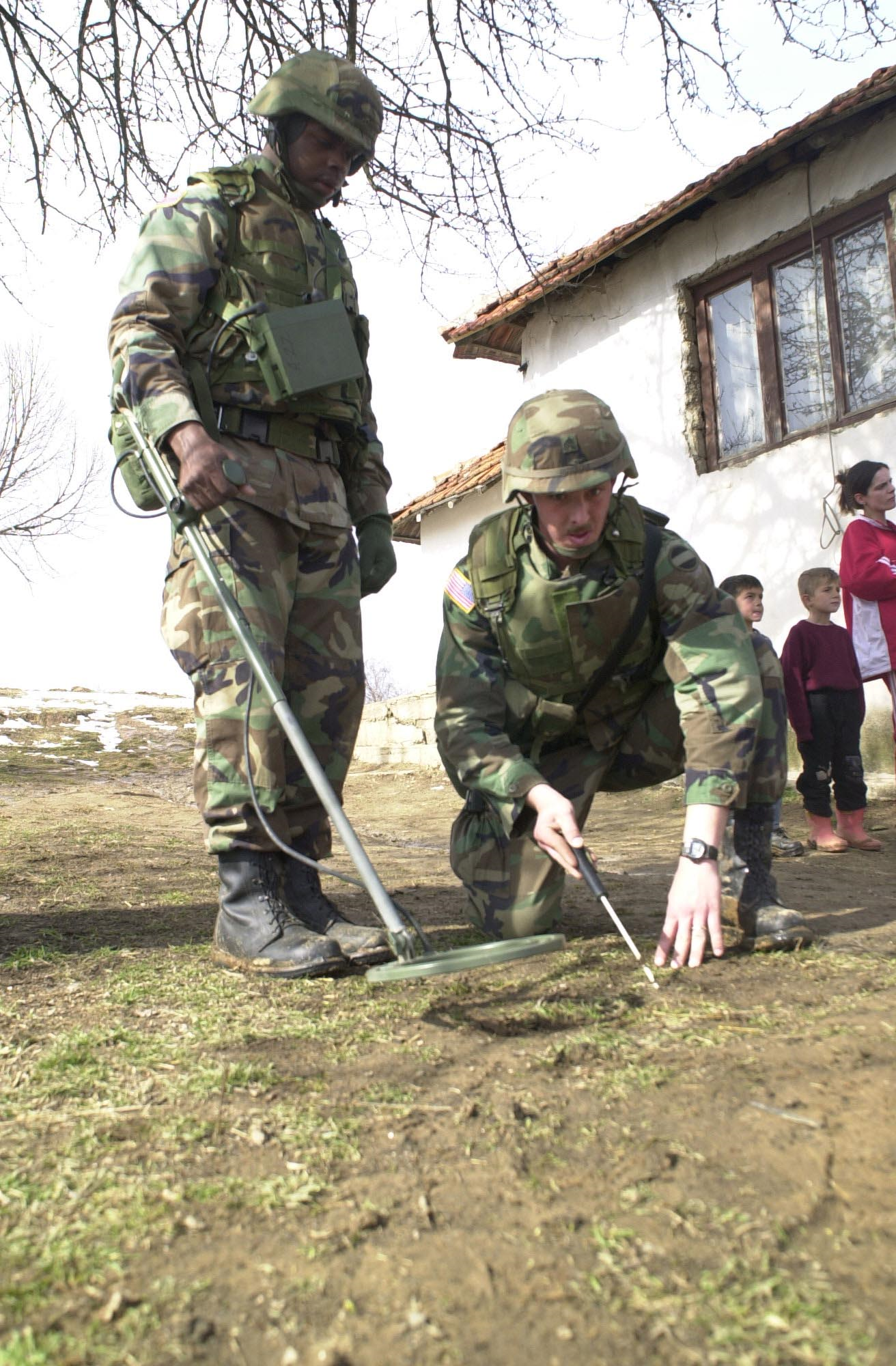
جنود أمريكيون يستخدمون كاشف المعادن، 2002م.

كاشف المعادن هي جهاز كهربائي يستطيع تحديد وجود معادن قريبة منه. كاشف المعادن مفيد لإيجاد أجسام تحتوي على معادن، أو أجسام معدنية مدفونة تحت الأرض. تركب كاشف المعادن غالباً من وحدة محمولة تحتوي على حساس والذي يمكن كشف المعادن به عبر مسح الأرض أو أجسام أخرى. حيث إذا اقترب الحساس من قطعة معدنية يتغير صوت النغمة في السماعات، أو تتحرك إبرة في المؤشر. غالباً مايعطي الجهاز دلالة لبعد أو قرب المسافة حيث تصدر نغمة أقوى في السماعات حينما تكون مسافة البعد عن الجسم المعدني قريبة من كاشف المعادن، أو تقفز الإبرة أعلى في المؤشر. نوع شائع أخر أيضاً من كاشف المعادن هو كاشف المعادن الثابت، الذي يعبر من خلاله الأشخاص والذي يستخدم في المراقبة الأمنية في نقاط الدخول في السجن، المحاكم، المطارات، وبعض الفنادق وذلك لكشف الأسلحة المعدنية في جسم الشخص.
أبسط تركيب لجهاز كاشف معادن هو احتوائه على مذبذب يقوم بتوليد تيار متناوب والذي يمر من خلال ملف ويولد تيار حقل مغناطيسي متناوب. إذا كانت هنالك قطعة ذات قابلية لتوصيل الكهرباء بالقرب من الملف، فسوف يحث تيار دوامي في المعدن، وهكذا سينتج حقل مغناطيسي مستقل في القطعة المعدنية.
أولى بدايات كاشفات المعادن التجارية تم تطويرها في ستينيات القرن العشرين، وكانت تستخدم على نطاق واسع في التنقيب وتطبيقات صناعية أخرى. تتضمن الإستخدامات إزالة الألغام، الكشف عن الأسلحة كالسكاكين والأسلحة النارية (خصوصاً في الكشف الأمني في المطار)، التنقيب الجيوفيزيائي، علم الآثار، و صيد الكنوز. تستخدم أيضاً كواشف المعادن للكشف عن الأجسام الغريبة في الطعام، وفي مجال البناء للكشف عن الحديد المسلح الواقع في الخرسانة، والأنابيب والأسلاك المدفونة في الجدران والأرضية.

## أجهزة كشف المعادن
أجهزة كشف المعادن هي أجهزة إلكترونية تعمل وفق تكنولوجيا معينة من أجل اكتشاف وجود المعادن أو الاجسام المعدنية الموجودة تحت الأرض وخصوصا معدن الذهب الثمين. تتنوع أجهزة كشف المعادن وتختلف تصنيفاتها حسب مجموعة من العوامل والميزات التقنية وحسب بلد الصنع والعلامة التجارية وعوامل كثيرة أخرى.

### استخدامات اجهزة كشف المعادن[بحاجة لمصدر]
- كشف الذهب الخام الطبيعي متضمنا شذرات الذهب الصغيرة جدا
- كشف عروق الذهب التي تتواجد في تربات صحراوية ضمن الصخور
- اكتشاف العملات الذهبية المسكوكة القديمة من مخلفات الحضارات السابقة كالفرس والرومان
- كشف حلي الزينة التي استخدمت منذ القدم في زينة الملوك والنساء مثل تيجان واساور وخواتم..
- التنقيب عن الآثار القديمة المصنوعة من الذهب أو من معادن أخرى مثلا سيوف ذهبية أو مرصعة بالذهب

### أنواع اجهزة كشف المعادن

#### أجهزة كشف الذهب الكهرومغناطيسية[بحاجة لمصدر]
وهي أجهزة كشف الذهب الأكثر شيوعا واستخداما نظرا لسعرها المنخفض وسهولة استخدامها بالنسبة للهواة والمبتدئين في مجال البحث عن الذهب واكتشاف الكنوز القديمة. تعمل أجهزة كشف الذهب الكهرومغناطيسية باستخدام قرص أو طبق يحوي وشائع كهربائية يمرر من خلالها التيار الكهربائي فيولد حقلا كهرطيسيا يرسل باتجاه الأرض وعند اصطدامه بجسم معدني مثل قطعة ذهب صغيرة يرتد حقل كهرطيسي معاكس يستقبل من قبل وشيعة أخرى (وشيعة الاستقبال) وحسب الفرق بين الحقلين يتم تحليل الإشارة وتحويلها إلى رقم معرف لنوع المعدن يعرض على الشاشة الخاصة للجهاز وكذلك تحول إلى إشارة صوتية.

#### أجهزة كشف الذهب التصويرية
هذه الأجهزة هي الأكثر استخداما من قبل المنقبين المحترفين عن الآثار والباحثين الجادين الذين يريدون اكتشاف أكبر الكنوز الدفينة تحت الأرض لأعماق كبيرة جدا حتى 20 – 25 متر في بعض الأجهزة.
تعمل مجس مغناطيسي يولد اشارات ترسل إلى الأرض يتم البحث بتقسيم المنطقة المراد اكتشافها والتي تكون على شكل مستطيل بطول وعرض معين إلى مجموعة خطوط مسح وكل خط يضم مجموعة نقاط يفصل بينها مسافات متساوية.
يتم تسجيل قيم القياس أو المسح في كل نقطة وتجمع هذه البيانات وتمثل على شكل رسم فراغي ثلاثي الابعاد يبين بدقة تركيبة الأرض الممسوحة مثلا الاجسام المعدنية المدفونة ضمنها والفراغات مثل أنفاق أو قبور وكذلك الأرض العادية.

#### أجهزة كشف المعادن الاستشعارية
تسمى بأجهزة المسح بعيد المدى وتناسب البحث في اراضي مفتوحة وواسعة عن بعد ومناسبة لاكتشاف الدفائن بشكل خاص التي دفنت تحت الأرض منذ زمان طويل.
تتميز هذه الأجهزة بمجال مسح كبير يصل حتى 2000 متر في أجهزة معينة ويمكن اكتشاف دفائن على عمق يصل حتى 40 متر أو أكثر تحت الأرض.
يستخدم هوائيات بحث لاستقبال الاشارات القادمة من الحقول المغناطيسية المحيطة بالاجسام المعدنية المدفونة وتقوم الهوائيات بالتوجه نحو مكان الهدف المدفون وبتكرار البحث من اربع جهات يمكن الوصول إلى موقع الهدف بدقة أكبر حتى يتم حصره ضمن مساحة صغيرة.

#### أجهزة متعددة انظمة البحث
هناك أجهزة كشف ذهب قد تحوي أكثر من نظام أو تقنية للبحث وعادة يمكن تركيب قطع أو سناسر أو مجسات مناسبة لكل نظام بحث وهذه الاجهزة تعطي المنقب تنوعا في طرق الكشف مع إمكانية الحصول على نتائج أكثر دقة، وغالبا ما تغني الباحث عن شراء أجهزة متعددة مما يوفر المال والجهد.